# Обшиярське сільське поселення
Обшия́рське сільське поселення (рос. Обшиярское сельское поселение) — муніципальне утворення у складі Волзького району Марій Ел, Росія. Адміністративний центр — присілок Польова.

## Населення
Населення — 1979 осіб (2019, 2158 у 2010, 2179 у 2002).

## Склад
До складу поселення входять такі населені пункти:
| Населений пункт                            | Населення, осіб (2002) | Населення, осіб (2010) |
| ------------------------------------------ | ---------------------- | ---------------------- |
| 24 км Горьковської Желєзної Дороги, селище | 3                      | 1                      |
| Ільнетури, присілок                        | 376                    | 364                    |
| Кічиєр, селище                             | 230                    | 210                    |
| Кленова Гора, селище                       | 419                    | 414                    |
| Коротково, присілок                        | 129                    | 130                    |
| Пекоза, присілок                           | 11                     | 22                     |
| Польова, присілок                          | 924                    | 926                    |
| Ромашкино, присілок                        | 62                     | 61                     |
| Яльчикський, селище                        | 25                     | 30                     |